# Joomla
Joomla! je odprtokodni sistem za upravljanje vsebin (CMS). Je močno ogrodje za izdelavo spletne strani in je eden izmed  najzmogljivejših in najpopularnejših sistemov za upravljanje s spletnimi vsebinami na svetu. Napisana je bila v PHPju za shranjevanje podatkov, ki jih uporabljajo podatkovne baze MySQL.
Joomlino uporabnost lahko povečamo z raznimi razširitvami kot so komponente, moduli, vtičniki, predloge, jezikovne datoteke. Vse razširitve najdemo na Joomla! Extensions Directory, nekatere so plačljive, večinoma pa so brezplačne, saj so objavljene pod licenco GNU/GPL.

## Zgodovina
Joomla! je nastala 17.avgusta 2005. Zaradi nesoglasja je Mambin razvojni kader zapustil Mambo projekt in začel razvijat Joomla 1.0.

Ime Joomla je bilo objavljeno 1. septembra 2005. Prva verzija Joomle (Joomla 1.0.0) je bila objavljena 16. septembra 2005, vendar je to bil predelani in preimenovani Mambo CMS.
Joomla je leta 2006 in 2007 dobil nagrado "Open Source Content Management System Award", ki jo podeljuje Packt Publishing.
Joomla 1.5 je objavljena 22.januarja 2008 in se redno nadgraduje. V oktobru 2009 je poročilo "Open Source CMS Market Share Report 2009", ugotovilo, da je Joomla! najbolj priljubljen sistem za upravljanje vsebin open source.
V slovenskem prostoru se je Joomla pojavila zelo kmalu. Začetki so bili že v času Mambo sistema. Slovenska Mambo skupnost je nastala v letu 2005 in se skozi razvoj najprej Mambo sistema in nato sistema Joomla prilagajala razvoju CMS-ja. Nastala je skupnost SloJoomla.